# Capela de São Jorge (Aljubarrota)

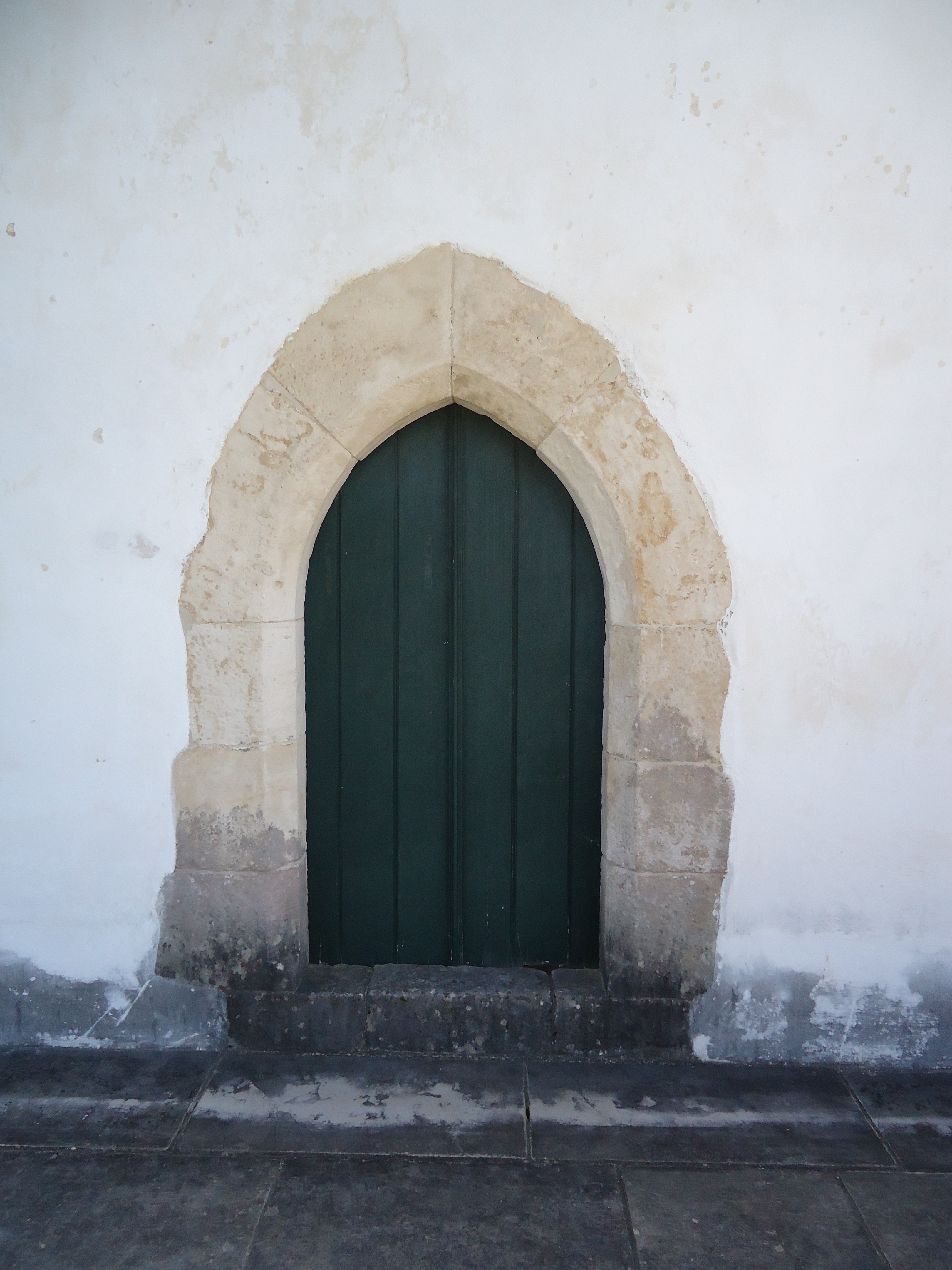
Capela de São Jorge (Aljubarrota): porta norte, em arco quebrado.

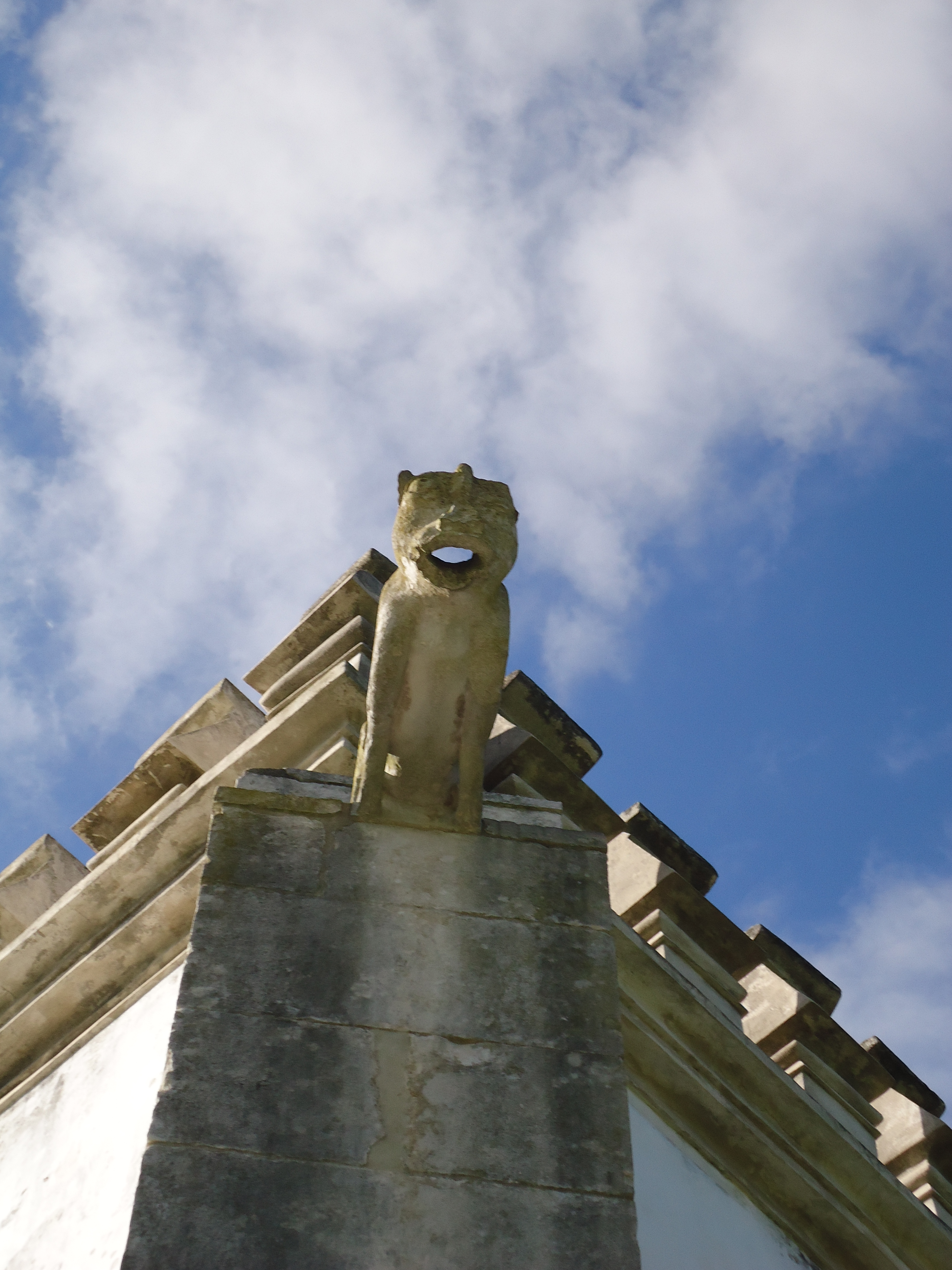
Capela de São Jorge (Aljubarrota): gárgula zoomórfica.

A Capela de São Jorge localiza-se na freguesia de Calvaria de Cima, município de Porto de Mós, distrito de Leiria, em Portugal.
Situada na área envolvente do Campo Militar de São Jorge, onde se feriu a Batalha de Aljubarrota (1385), está hoje integrada no Centro de Interpretação da Batalha de Aljubarrota (CIBA), mantido pela Fundação Batalha de Aljubarrota.
A Capela de São Jorge encontra-se classificada como Monumento Nacional desde 1910.

## História
Foi primitivamente referida como Ermida de São Jorge, uma vez que aqui existiu um ermitão. Este tinha o cuidado de manter à porta do templo uma bilha de água para satisfazer os peregrinos que ali passavam.
A história da capela está intimamente ligada à afirmação da dinastia de Avis e à figura do condestável D. Nuno Álvares Pereira, que a mandou erguer em agradecimento pela vitória tão relevante para si e para a história do Reino de Portugal. De acordo com a inscrição epigráfica em seu interior, ergue-se onde, no dia da batalha (14 de agosto de 1385), o condestável havia depositado o seu estandarte. Esse local não foi escolhido por mero acaso, uma vez que nas manobras de posicionamento dos exércitos, a hoste sob o seu comando havia encontrado esta "pequena elevação com visibilidade técnica sobre o campo de batalha".
As obras iniciaram-se em 1393, sete anos após a batalha, e na sua origem, a capela não foi de invocação de São Jorge, mas sim da Virgem Maria.
Foi classificada como Monumento Nacional por Decreto de 16 de junho de 1910.
Em 1928 o arquiteto suíço Ernesto Korrodi construiu um alpendre de planta retangular adossado à sua fachada principal.
Nos trabalhos de 1940, tentando evidenciar o seu primitivo aspecto, colocou-se a descoberto a porta lateral norte, em arco quebrado, que se presume ser um dos poucos elementos originais do conjunto.
Em 2004 sofreu nova intervenção de conservação e restauro.

## Características
Exemplar de arquitetura religiosa.
Acredita-se que o templo conserva o essencial da sua primitiva traça, com uma nave única de planta retangular e capela-mor de planta quadrangular. Foi primitivamente edificada certamente de acordo com o estilo tardo-Gótico que então despontava no país. No entanto, durante o século XV e, presumivelmente, nas primeiras décadas do século XVI, o templo foi intervencionado.